# 岸本秀樹
岸本 秀樹（きしもと ひでき、1982年10月18日 - ）は京都府綴喜郡宇治田原町出身の元プロ野球選手（投手）。現在は広島東洋カープのスコアラーを務める。
高校の同期には赤松真人が、大学の同期には藤田一也がいる。

## 経歴

### プロ入り前
1999年、2年時に平安高校(現：龍谷大平安高校)時代に選抜大会に出場。ベスト8まで進出したが登板なし。
2001年に近畿大学へ進学。3年秋のリーグ戦で初登板するが、抑え中心で先発は1試合のみ。通算で4年秋の2勝にとどまった。
2004年度ドラフト会議にて横浜ベイスターズから5巡目指名を受けて入団。

### 横浜時代
2005年シーズンは、ルーキーながら開幕一軍入りを勝ち取り、4月3日の対中日ドラゴンズ3回戦でプロ初登板を果たした。
2007年シーズンオフに小山田保裕との交換トレードで、木村昇吾とともに広島東洋カープへ移籍。

### 広島時代
2008年は速球派の少ない中継ぎ事情もあり、積極的に起用される。5月4日の古巣・横浜戦ではプロ初勝利を挙げた。安定感に欠け、敗戦処理中心で大きな信頼を勝ち取るには至らなかったものの、横浜3年間の通算24試合登板を上回る37試合に登板した。
2009年は一軍登板がなく、二軍でも防御率5点台と不調だった。
2010年は開幕一軍入りを果たしたものの4月に二軍降格となった。5月始めに再び一軍に登録され、終盤の9月に左膝痛で離脱するまで、リリーフ投手として自己最多の51試合に登板した。
2011年は抑え投手のデニス・サファテに繋ぐセットアッパーとして起用され42試合に登板。シーズン終盤に調子を崩し最終的には防御率4.17だったが、8月上旬までは防御率2点台と好調を維持し、WHIPは1.26を記録した。好投の要因としてはフォークボールの制球が改善したことが挙げられている。
2012年も開幕一軍入りを果たし、13試合目の登板となった5月8日の対阪神タイガース戦の終了時点で防御率0.60を記録したように、シーズン序盤はまずまずの投球を披露した。ところが、以後は一転して失点を重ねる場面が目立つようになり、交流戦終了後に二軍へ降格。以後は7月と9月に1試合ずつ登板するも、いずれの試合でも打ち込まれた。この年は27試合に登板するも、防御率は6.75、WHIPは1.71と大幅に悪化した。
2013年は4年ぶりに一軍公式戦での登板機会がなく、10月1日付で戦力外通告を受けた。通告を受けてから2度にわたって12球団合同トライアウトに参加したものの現役を引退。2014年からは広島のスコアラーに転身する。

## 選手としての特徴
恵まれた体格から繰り出す平均球速約142km/h、最速153km/hのストレートを武器とし、変化球はスライダーとフォークを投げ分け、2010年からはツーシームも投げるようになった。2009年には与四球率4.62を記録するなど四球が多い。

## 詳細情報

### 年度別投手成績
| 年 度     | 球 団     | 登 板 | 先 発 | 完 投 | 完 封 | 無 四 球 | 勝 利 | 敗 戦 | セ 丨 ブ | ホ 丨 ル ド | 勝 率 | 打 者 | 投 球 回 | 被 安 打 | 被 本 塁 打 | 与 四 球 | 敬 遠 | 与 死 球 | 奪 三 振 | 暴 投 | ボ 丨 ク | 失 点 | 自 責 点 | 防 御 率 | W H I P |
| --------- | --------- | ----- | ----- | ----- | ----- | -------- | ----- | ----- | -------- | ----------- | ----- | ----- | -------- | -------- | ----------- | -------- | ----- | -------- | -------- | ----- | -------- | ----- | -------- | -------- | ------- |
| 2005      | 横浜      | 15    | 1     | 0     | 0     | 0        | 0     | 0     | 0        | 0           | ----  | 84    | 19.1     | 17       | 2           | 13       | 0     | 1        | 11       | 0     | 0        | 10    | 10       | 4.66     | 1.55    |
| 2006      | 横浜      | 6     | 2     | 0     | 0     | 0        | 0     | 1     | 0        | 0           | .000  | 72    | 15.1     | 21       | 0           | 7        | 0     | 2        | 11       | 0     | 1        | 9     | 8        | 4.70     | 1.83    |
| 2007      | 横浜      | 3     | 0     | 0     | 0     | 0        | 0     | 0     | 0        | 0           | ----  | 17    | 4.0      | 5        | 2           | 0        | 0     | 0        | 4        | 0     | 0        | 2     | 2        | 4.50     | 1.25    |
| 2008      | 広島      | 37    | 0     | 0     | 0     | 0        | 2     | 2     | 0        | 4           | .500  | 163   | 35.1     | 37       | 2           | 18       | 0     | 3        | 27       | 4     | 0        | 25    | 21       | 5.35     | 1.56    |
| 2010      | 広島      | 51    | 1     | 0     | 0     | 0        | 1     | 2     | 0        | 10          | .333  | 286   | 60.1     | 86       | 6           | 21       | 0     | 5        | 45       | 3     | 3        | 44    | 40       | 5.97     | 1.77    |
| 2011      | 広島      | 42    | 0     | 0     | 0     | 0        | 3     | 2     | 0        | 10          | .600  | 193   | 45.1     | 38       | 1           | 19       | 3     | 4        | 46       | 3     | 1        | 21    | 21       | 4.17     | 1.26    |
| 2012      | 広島      | 27    | 0     | 0     | 0     | 0        | 0     | 2     | 0        | 3           | .000  | 114   | 24.0     | 24       | 1           | 17       | 2     | 0        | 27       | 2     | 0        | 20    | 18       | 6.75     | 1.71    |
| 通算：7年 | 通算：7年 | 181   | 4     | 0     | 0     | 0        | 6     | 9     | 0        | 27          | .400  | 929   | 203.2    | 228      | 14          | 95       | 5     | 15       | 171      | 12    | 5        | 131   | 120      | 5.30     | 1.59    |

### 記録
- 初登板：2005年4月3日、対中日ドラゴンズ3回戦（ナゴヤドーム）、9回裏に4番手で救援登板、2/3回1失点
- 初奪三振：2005年4月23日、対阪神タイガース5回戦（横浜スタジアム）、8回表に桧山進次郎から空振り三振
- 初先発：2005年8月18日、対阪神タイガース18回戦（大阪ドーム）、2回3失点
- 初勝利：2008年5月4日、対横浜ベイスターズ8回戦（広島市民球場）、8回表に5番手で救援登板、1回1失点
- 初ホールド：2008年5月6日、対中日ドラゴンズ7回戦（ナゴヤドーム）、10回裏に5番手で救援登板、2/3回無失点

### 背番号
- 41（2005年 - 2007年）
- 48（2008年 - 2013年）